# Navelsträngsblod
Navelsträngsblod är en rik källa av blodbildande stamceller. Cellerna kan användas på samma sätt som benmärg vid benmärgstransplantationer men det finns skillnader. Navelsträngsblod är en mera omogen stamcellskälla än benmärg och därför krävs en mindre bra vävnadstypsöverensstämmelse mellan donator och mottagare. Nackdelar med navelsträngsblod är dock att cellerna måste samlas in vid födseln oavsett om det finns någon mottagare av cellerna; därtill är det en begränsad mängd celler som kan tas från varje navelsträng och förlossning.
Fördelarna är att stamceller som normalt kastas med efterbörden kan bevaras och förhoppningsvis rädda liv. Stamceller från navelsträngsblod har också visats vara mer omogna än benmärg och en mindre väl överensstämmande vävnadstyp krävs mellan donator och mottagare.
Stamceller från navelsträngsblod har använts för behandling av vissa sjukdomar i över 20 års tid. Stamcellsforskning har varit framgångsrik de senaste decennierna och flera typer av stamceller har identifierats i navelsträngsblod. Kliniska prövningar pågår för behandling av till exempel diabetes och Cerebral Pares.

## Historia
1985 upptäckte den amerikanska forskaren Hal Broxmeyer att navelsträngsblod innehåller hematopoetiska stam- och progenitorceller.
1988 genomförs den första lyckade relaterade navelsträngsblodstransplantationen i Paris, Frankrike, på en sexårig pojke som led av en blodsjukdom som kallas Fanconis anemi. Pojken botades av sin systers navelsträngsblod.
1992 etableras den första publika banken för navelsträngsblod vid New York Blood Center.
1993 genomförs den första obesläktade navelsträngsblodstransplantationen i världen.
Totalt har över 30 000 navelsträngsblodstransplantationer genomförts i hela världen (2014).

## Sverige
I december 2005 beslutade Sveriges regering att inrätta en svensk bank för navelsträngsblod. Beslutet togs efter yttrande av Statens medicinsk-etiska råd. Den svenska Nationella navelsträngsblodbanken startade 2006 och finns på Sahlgrenska universitetssjukhuset i Göteborg.
Verksamheten har utvidgats så att även de som föder barn på Karolinska universitetssjukhuset Huddinge kommer att kunna donera navelsträngsblod. Det är
alltså möjligt att donera navelsträngsblod vid två sjukhus i Sverige.
Nationella navelsträngsblodbanken är en allmän biobank, det vill säga den är tillgänglig för alla människor i hela världen. Det finns cirka 100 allmänna biobanker runt om i världen. Insamling för privat bruk är inte möjlig. Banken drivs helt utan vinstintresse och finansieras av landstingen gemensamt och av Barncancerfonden.
Från augusti 2015 går det också att spara navelsträngsblod för privat bruk. 